# Bathyblennius antholops
Bathyblennius antholops es una especie de pez, la única del género Bathyblennius, de la familia blénidos en el orden de los Perciformes.
Su nombre procede del griego: bathys (profundo) + blennios (mucosidad).

## Hábitat natural
Se distribuye por el este del océano Atlántico en las aguas marinas tropicales del golfo de Guinea, con hábitat demersal pegado al fondo, en un rango de profundidad entre 101 y 128 metros.

## Descripción
Con la forma característica de los blénidos y coloración críptica, la longitud máxima descrita es de 5'4 cm.

## Comportamiento
Es una especie ovípara con un duradero emparejamiento, en la que los huevos adhesivos son depositados en el fondo, pegados al sustrato mediante unos filamentos o almohadillas pegajosas. Las larvas son planctónicas y a menudo se encuentran en aguas costeras poco profundas.